# Большой Сухаревский переулок
Большо́й Су́харевский переу́лок (до 1907 — Большой Ко́лосов переулок) — переулок в Центральном административном округе города Москвы на территории Мещанского района. Проходит от улицы Сретенка до Трубной улицы, лежит между Последним переулком и Садовым кольцом параллельно им. Нумерация домов ведётся от Трубной улицы. К Цветному бульвару Большой Сухаревский продолжается Малым Сухаревским переулком.

## Происхождение названия
Большой Сухаревский переулок получил своё современное название в 1907 году по соседней Сухаревой башне, разобранной в 1934 году. Старое название переулка — Большой Колосов — по фамилии владельца находившейся в этой местности в конце XVIII — начале XIX веков шёлкового производства купца Панкратия Колосова. Шёлковая фабрика возникла здесь в 1717 году по указу Петра I и была отдана сначала купцу Фёдору Мыльникову, но «по причине долгого им непроизводства той фабрики по определению мануфактур-коллегии» была отдана Колосову.
Этот переулок, как и весь район вверх от улицы Грачёвка (сейчас Трубная улица) пользовался особенной дурной известностью в Москве. В Большом Колосовом и в соседних с ним переулках к концу XIX века располагалось 97 домов терпимости. Как писал П. Д. Боборыкин, «по всему переулку вверх, до перекрестка Грачевки, даже до вечерней темноты, идет, и в будни и в праздники — грязный и откровенный разгул. Ни в одном городе, не исключая Парижа, вы не найдете такого цинического проявления народного разврата, как в этой местности Москвы». Переименование переулка из Большого Колосова в Большой Сухаревский в 1907 году связано со стремлением властей преодолеть дурную славу района. Вместе с Большим Сухаревским, новые названия получили Большой Головин, Малый Сухаревский, Последний и Пушкарёв переулки. Также в Трубную улицу была переименована Грачёвка.
В 1925—1930 годах к Большому Сухаревскому переулку примыкал Ново-Сухаревский рынок, построенный по проекту выдающегося советского архитектора Константина Мельникова.
Большой Сухаревский переулок находится на территории культурного слоя «Панкратьевской слободы» (место древного поселения с зоной культурного слоя).

## Примечательные здания и сооружения
По нечётной стороне:
- № 9 — Конторское здание Ново-Сухаревского рынка (1926, архитектор К. С. Мельников), объект культурного наследия Москвы.
- № 15 — Доходный дом И. Д. Розанова[3] (1911, архитектор В. О. Данилов)
- № 19 — Доходный дом (1903, архитектор Д. Д. Зверев)
- № 21 — Доходный дом (1878, архитектор Ф. А. Зигерберг)

По чётной стороне:
- 2/24 — Дом Л. А. Бессонова
- № 4 — Доходный дом (1910, архитектор С. Е. Антонов; изменение фасада — 1913, архитектор С. И. Воробьёв), принадлежал известному в Москве виноторговцу «Депре К. Ф. и Товарищество»
- № 6, 8 — Доходные дома М. В. Дмитриева (1912, архитектор А. Е. Антонов), с магазином скобяных товаров М. А. Лагунова
- № 10 — Доходный дом М. А. Мишке, работала прачечная тонкого белья Е. И. Лысенковой
- № 12 — Доходный дом П. Е. Шестовой, работал трактир Н. Ф. Кузнеченкова
- № 14 — Дом А. Г. Булановой. в доме проживала семья хозяйки
- № 16 — Дом (ночлежка) под попечительством Куликовских (1905, архитектор Д. Д. Зверев), являлся собственностью Братолюбивого общества снабжения в г. Москве неимущих квартирами, под покровительством Марии Фёдоровны и Елизаветы Фёдоровны.
- № 18 — Дом И. Д. Розанова. где находилась большая лавка колониальных товаров Мыздаковы А. и Е. братья,
- № 20 — Дом купчихи А. И. Чернобаевой
- № 22 — Дом Лебедева, сдававшего первый этаж под колониальную лавку М. Ф. Случевской и сапожную мастерскую М. С. Ерошина
- № 24 — Дом А. Ф. фон Груннера, ведущего преподавателя императорской Практической Академии коммерческих наук, находившейся на Покровском бульваре (ныне — здание военной академии) Дом вмещал третий магазин колониальных товаров М. П. Иноземцева, производство и ремонт гармоний Г. А. Маслова, плотерное заведение И. С. Гаврилова, столярную мастерскую В. И. Чернышева, чистку стёкол А. Я. Марцинкевича
- № 26 — дом купчихи А. П. Нырковой (1899 г., располагались магазин готового платья Б. Я. Орентлихер и химических товаров А. Б. Дусман)
- № 28 — Дом Кантакузиных, чья фамилия идёт от византийского императора Иоанна VI. Здание разрывалось от арендаторов, здесь располагалось «Всероссийское центральное адресное депо», которое вёл П. И. Гельтищев, трактир М. Д. Колядовой, часовой магазин Д. Г. Ширмана, зубная лечебница Р. А. Кричевского, контора присяжного поверенного В. Н. Ноткина и типография П. Т. Сапрыкина.

## Транспорт
- метро Сухаревская